# Farges-lès-Mâcon
Farges-lès-Mâcon est une commune française située dans le département de Saône-et-Loire, en région Bourgogne-Franche-Comté.

## Géographie
Farges-lès-Mâcon fait partie du Mâconnais. Tournus est à 7 km et Mâcon à 26 km.
L'orientation et les terrains argilo-calcaire de Farges-lès-Mâcon favorable au cépage chardonnay.

### Climat
Pour des articles plus généraux, voir Climat de la Bourgogne-Franche-Comté et Climat de Saône-et-Loire.
En 2010, le climat de la commune est de type climat océanique altéré, selon une étude du Centre national de la recherche scientifique s'appuyant sur une série de données couvrant la période 1971-2000. En 2020, Météo-France publie une typologie des climats de la France métropolitaine dans laquelle la commune est exposée à un climat semi-continental et est dans la région climatique Bourgogne, vallée de la Saône, caractérisée par un bon ensoleillement (1 900 h/an), un été chaud (18,5 °C), un air sec au printemps et en été et des vents faibles.
Pour la période 1971-2000, la température annuelle moyenne est de 11,4 °C, avec une amplitude thermique annuelle de 18 °C. Le cumul annuel moyen de précipitations est de 885 mm, avec 10,1 jours de précipitations en janvier et 7,5 jours en juillet. Pour la période 1991-2020, la température moyenne annuelle observée sur la station météorologique de Météo-France la plus proche, « Romenay », sur la commune de Romenay à 13 km à vol d'oiseau, est de 11,8 °C et le cumul annuel moyen de précipitations est de 983,9 mm. 
La température maximale relevée sur cette station est de 40,7 °C, atteinte le 12 août 2003 ; la température minimale est de −19,5 °C, atteinte le 17 janvier 1985,,.
Les paramètres climatiques de la commune ont été estimés pour le milieu du siècle (2041-2070) selon différents scénarios d'émission de gaz à effet de serre à partir des nouvelles projections climatiques de référence DRIAS-2020. Ils sont consultables sur un site dédié publié par Météo-France en novembre 2022.

## Urbanisme

### Typologie
Au 1er janvier 2024, Farges-lès-Mâcon est catégorisée commune rurale à habitat dispersé, selon la nouvelle grille communale de densité à sept niveaux définie par l'Insee en 2022.
Elle est située hors unité urbaine. Par ailleurs la commune fait partie de l'aire d'attraction de Mâcon, dont elle est une commune de la couronne,. Cette aire, qui regroupe 105 communes, est catégorisée dans les aires de 50 000 à moins de 200 000 habitants,.

### Occupation des sols
L'occupation des sols de la commune, telle qu'elle ressort de la base de données européenne d’occupation biophysique des sols Corine Land Cover (CLC), est marquée par l'importance des territoires agricoles (67,1 % en 2018), en diminution par rapport à 1990 (72,1 %). La répartition détaillée en 2018 est la suivante : terres arables (57,6 %), forêts (23,4 %), zones agricoles hétérogènes (6,2 %), zones urbanisées (4,9 %), eaux continentales (4,6 %), cultures permanentes (3,3 %). L'évolution de l’occupation des sols de la commune et de ses infrastructures peut être observée sur les différentes représentations cartographiques du territoire : la carte de Cassini (XVIIIe siècle), la carte d'état-major (1820-1866) et les cartes ou photos aériennes de l'IGN pour la période actuelle (1950 à aujourd'hui).

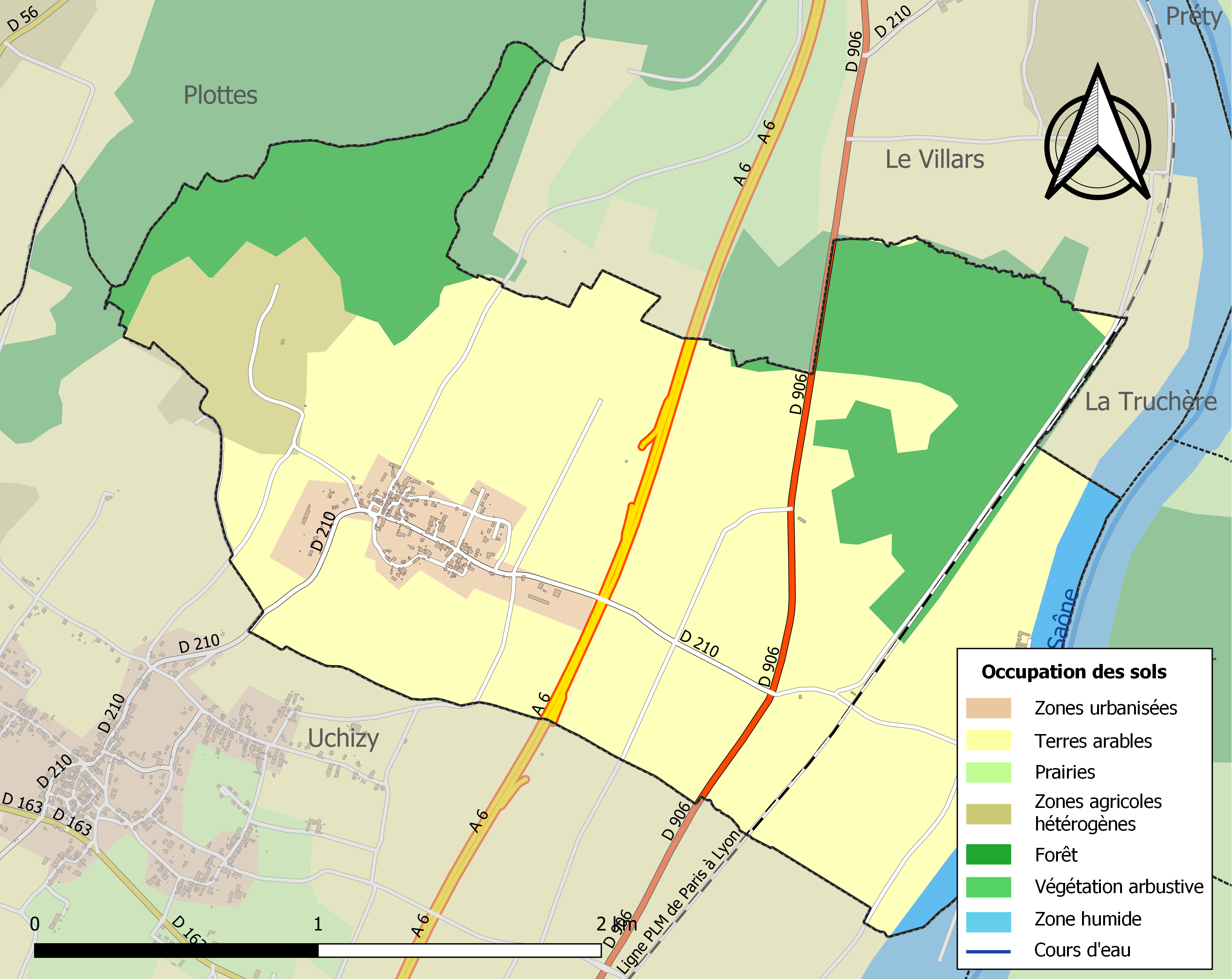
Carte des infrastructures et de l'occupation des sols de la commune en 2018 (CLC).

### Plan local d'urbanisme
L'urbanisme sur le territoire de Farges-lès-Mâcon est régi par un plan local d'urbanisme intercommunal (PLUi), document d’urbanisme dont le territoire d’effet n'est plus la commune mais la communauté de communes, soit vingt-quatre communes membres réparties sur le Haut-Mâconnais et le Tournugeois.
Ce document stratégique traduit les principes d’aménagement du territoire et constitue un outil réglementaire fixant les règles de construction et d’occupation des sols applicables sur le territoire de l'intercommunalité du Mâconnais-Tournugeois, d'où son contenu : un rapport de présentation retraçant le diagnostic du territoire, un projet d’aménagement et de développement durable (PADD) exposant la stratégie intercommunale, des orientations d’aménagement et de programmation (OAP) définissant les conditions d’aménagements de certains quartiers/ilots (cas particuliers), un règlement fixant les règles d’utilisation et de droit des sols ainsi que des annexes (plan de zonage, liste des servitudes, etc.).
Le PLUi du Mâconnais-Tournugeois, fruit d'un processus lancé par la communauté de communes en 2016, a été définitivement adopté par le conseil communautaire le 21 décembre 2023. Il est entré en vigueur le 12 mars 2024.

## Toponymie
Farges vient du mot latin Făbrĭca, avec métathèse, « atelier d'artisan », à l'origine de notre « fabrique », a principalement désigné une forge.

## Histoire
Un peu avant la dernière guerre, début 1939, la paroisse de Farges-lès-Mâcon fut rattachée à celle de Lugny pour le culte (à la suite de la création de la communauté pastorale de Lugny, fondée à l'initiative de Joseph Robert). Farges-lès-Mâcon dépend de nos jours de la paroisse de Tournus.

## Politique et administration

### Tendances politiques et résultats

#### Élections présidentielles
Le village de Farges-lès-Mâcon place en tête à l'issue du premier tour de l'élection présidentielle française de 2017, François Fillon (LR) avec 29,25 % des suffrages. Mais lors du second tour, Emmanuel Macron (LaREM) est en tête avec 63,11 %.

#### Élections législatives
Le village de Savigny-en-Revermont faisant partie de la quatrième circonscription de Saône-et-Loire, place en tête lors du 1er tour des élections législatives françaises de 2022, Cécile Untermaier (PS), députée sortante, avec 31,94 % des suffrages comme lors du second tour, avec cette fois-ci, 51,95 % des suffrages.

#### Élections régionales
Le village de Farges-lès-Mâcon place la liste « Pour la Bourgogne et la Franche-Comté » menée par Gilles Platret (LR) en tête, dès le 1er tour des élections régionales de 2021 en Bourgogne-Franche-Comté, avec 30,00 % des suffrages. Lors du second tour, les habitants décideront de placer la liste de « Notre Région Par Cœur » menée par Marie-Guite Dufay, présidente sortante (PS) en tête, avec cette fois-ci, près de 35,59 % des suffrages. Devant les autres listes menées par Gilles Platret (LR) en seconde position avec 30,51 %, Julien Odoul (RN), troisième avec 18,64 % et en dernière position celle de Denis Thuriot (LaREM) avec 15,25 %. Il est important de souligner une abstention record lors de ces élections qui n'ont pas épargné le village de Farges-lès-Mâcon avec lors du premier tour 72,49 % d'abstention et au second, 65,61 %.

#### Élections départementales
Le village de Farges-lès-Mâcon faisant partie du canton de Tournus place le binôme de Jean-Claude Becousse (DVD) et Colette Beltjens (DVD), en tête, dès le 1er tour des élections départementales de 2021 en Saône-et-Loire avec 45,83 % des suffrages. Lors du second tour, les habitants décideront de placer de nouveau le binôme de Jean-Claude Becousse (DVD) et Colette Beltjens (DVD), en tête, avec cette fois-ci, près de 62,90 % des suffrages. Devant l'autre binôme menée par Delphine Dugué (DVG) et Mickaël Maniez (DVG) qui obtient 37,10 %. Il est important de souligner une abstention record lors de ces élections qui n'ont pas épargné le village de Farges-lès-Mâcon avec lors du premier tour 72,49 % d'abstention et au second, 65,61 %.

### Liste des maires de Farges-lès-Mâcon
| Période                                  | Période   | Identité        | Étiquette | Qualité |
| ---------------------------------------- | --------- | --------------- | --------- | ------- |
| mars 2001                                | mars 2008 | Gérard Faivre   |           |         |
| mars 2008                                | en cours  | Henri Perrusset |           |         |
| Les données manquantes sont à compléter. |           |                 |           |         |

## Démographie
L'évolution du nombre d'habitants est connue à travers les recensements de la population effectués dans la commune depuis 1793. Pour les communes de moins de 10 000 habitants, une enquête de recensement portant sur toute la population est réalisée tous les cinq ans, les populations de référence des années intermédiaires étant quant à elles estimées par interpolation ou extrapolation. Pour la commune, le premier recensement exhaustif entrant dans le cadre du nouveau dispositif a été réalisé en 2005.

En 2022, la commune comptait 223 habitants, en évolution de +3,24 % par rapport à 2016 (Saône-et-Loire : −1,06 %, France hors Mayotte : +2,11 %).
| 1793 | 1800 | 1806 | 1821 | 1831 | 1836 | 1841 | 1846 | 1851 |
| ---- | ---- | ---- | ---- | ---- | ---- | ---- | ---- | ---- |
| 208  | 314  | 312  | 332  | 352  | 420  | 489  | 450  | 390  |

| 1856 | 1861 | 1866 | 1872 | 1876 | 1881 | 1886 | 1891 | 1896 |
| ---- | ---- | ---- | ---- | ---- | ---- | ---- | ---- | ---- |
| 408  | 419  | 445  | 434  | 448  | 422  | 406  | 350  | 324  |

| 1901 | 1906 | 1911 | 1921 | 1926 | 1931 | 1936 | 1946 | 1954 |
| ---- | ---- | ---- | ---- | ---- | ---- | ---- | ---- | ---- |
| 304  | 293  | 275  | 240  | 211  | 224  | 218  | 197  | 197  |

| 1962 | 1968 | 1975 | 1982 | 1990 | 1999 | 2005 | 2006 | 2010 |
| ---- | ---- | ---- | ---- | ---- | ---- | ---- | ---- | ---- |
| 215  | 218  | 197  | 190  | 170  | 170  | 168  | 167  | 207  |

| 2015 | 2020 | 2022 | - | - | - | - | - | - |
| ---- | ---- | ---- | - | - | - | - | - | - |
| 216  | 220  | 223  | - | - | - | - | - | - |

## Vignoble
Si la vendange des vignes de Farges-lès-Mâcon est partiellement vinifiée en cave coopérative, la commune dispose de plusieurs vignerons indépendants répartis sur son territoire : 
- Jean-Jacques Perrusset, Vins de Bourgogne ;
- Henri Perrusset, Grands Vins de Bourgogne.

Les vignes de Farges-lès-Mâcon peuvent se découvrir au-travers d'un circuit de randonnée (mis en place conformément au concept Balades vertes initié par le conseil départemental de Saône-et-Loire) de 4,7 kilomètres intitulé « À la découverte du vignoble » (implanté sur Farges-lès-Mâcon mais aussi sur Uchizy), doté de huit panneaux explicatifs renseignant sur le territoire, son histoire, le patrimoine et les spécificités viticoles de cette commune du Tournugeois (départ près de la mairie, durée : 1 h 30 à 2 h).

## Culture locale et patrimoine

### Lieux et monuments
L'église Saint-Barthélémy édifiée au milieu du XIe siècle, jadis propriété du chapitre cathédral de Mâcon, remarquable par le vaisseau central de sa nef qui est soutenu, comme à l'abbatiale Saint-Philibert de Tournus, par des piliers de forme cylindriques, ses bas-côtés s'appuyant également sur des demi-piliers.

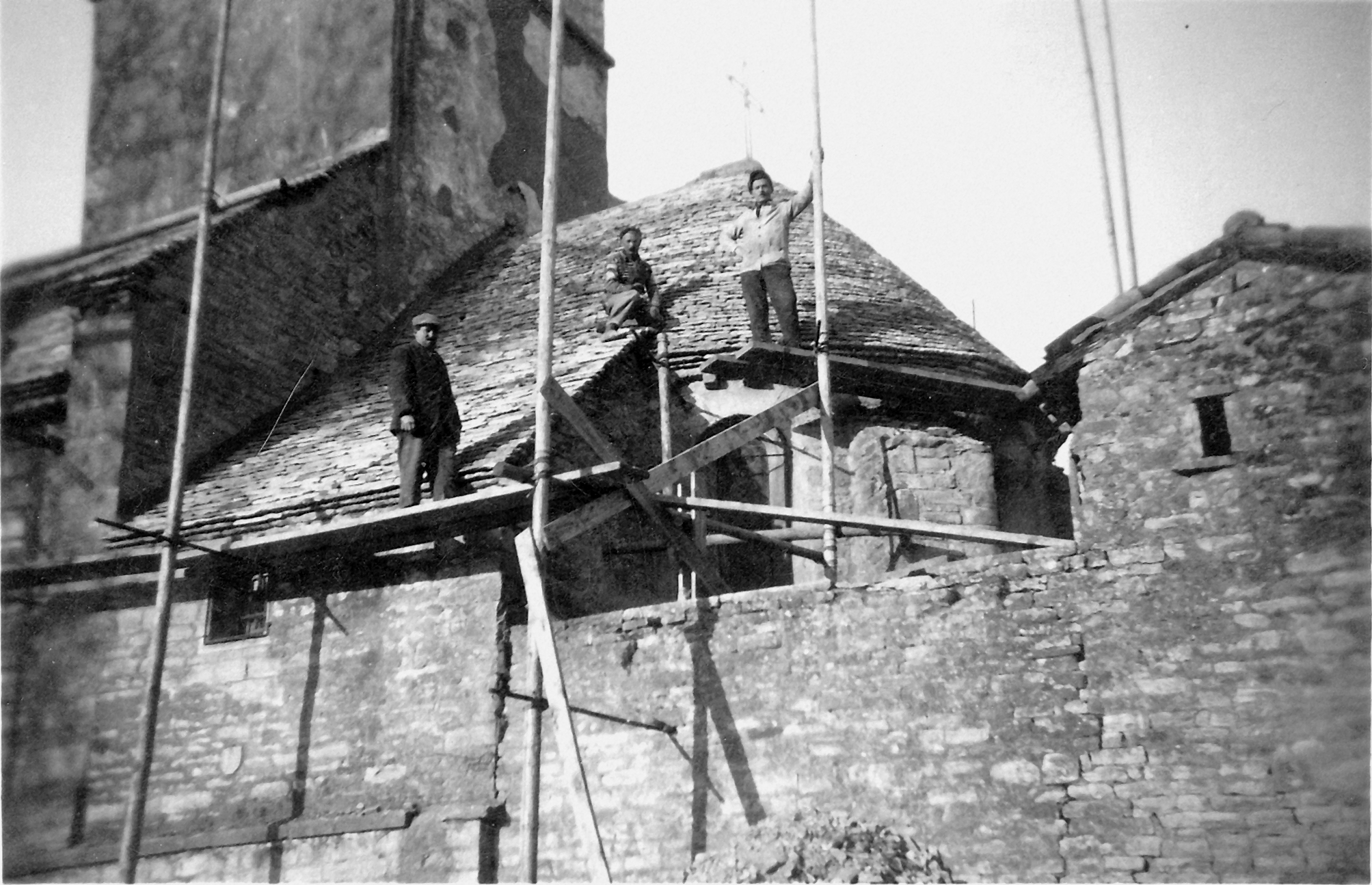
Rénovation de l'église Saint-Barthélémy en septembre 1932.
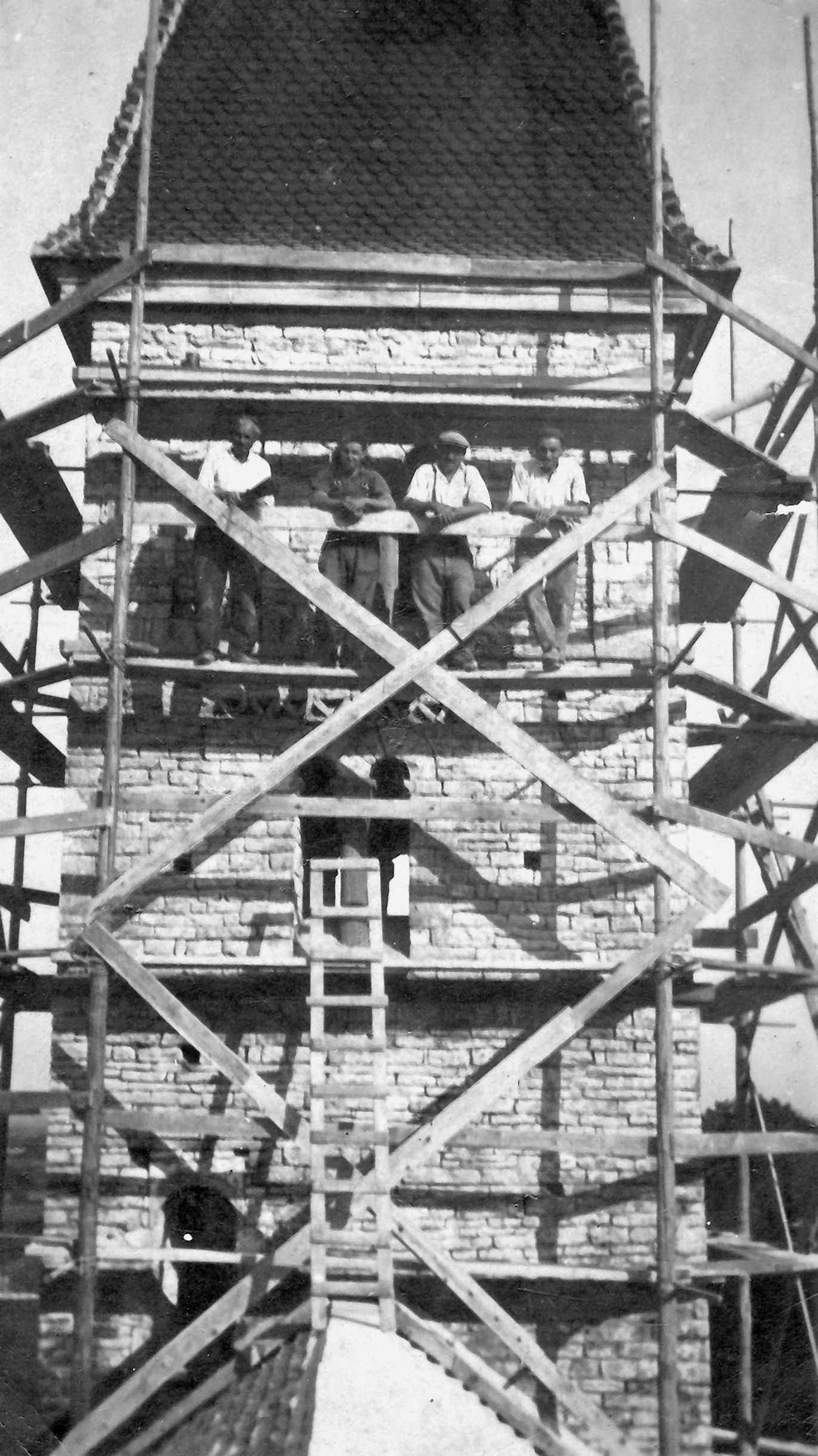
Rénovation du clocher en 1932.

### Personnalités liées à la commune.
Jonathan Cordier est un personnage iconique de ce village. Le plus reconnu depuis la dernière décennie grâce à son rôle au sein du conseil

## Pour approfondir